# Municipio de Stockbridge
El municipio de Stockbridge (en inglés, Stockbridge Township) es un municipio del condado de Ingham, Míchigan, Estados Unidos. Tiene una población estimada, a mediados de 2023, de 3926 habitantes.

## Geografía
Está ubicado en las coordenadas 42°27′52″N 84°12′4″O / 42.46444, -84.20111. Según la Oficina del Censo, tiene una superficie total de 93.02 km², de los cuales 91.83 km² corresponden a tierra firme y 1.19 km² están cubiertos de agua.

## Demografía
Según el censo de 2020, en ese momento había 3912 personas residiendo en la zona. La densidad de población era de 42.60 hab./km². El 91.4 % de los habitantes eran blancos, el 0.5 % eran afroamericanos, el 0.4 % eran amerindios, el 0.3 % eran asiáticos, el 0.1 % eran isleños del Pacífico, el 1.3 % eran de otras razas y el 6.0 % eran de una mezcla de razas. Del total de la población, el 4.0 % eran hispanos o latinos de cualquier raza.